# Суперстрат
Суперстра́т — влияние языка пришлого населения на язык коренного в результате завоевания, культурного господства некоего этнического меньшинства, которому не хватило критической массы для ассимиляции покорённого или подчинённого коренного населения. При этом местная языковая традиция не обрывается, но в ней ощущаются (в разной степени и на разных уровнях в зависимости от длительности) иноязычные влияния.
Подобные случаи происходили в истории не раз: так, в результате германского завоевания многочисленное романоязычное население юга Европы не исчезло, однако в результате разной интенсивности германского языкового влияния латынь распалась на несколько диалектов, а затем и языков. Суперстратные явления встречаются также и в пределах различных наречий одного языка.
В отличие от субстрата, суперстрат не приводит к утрате языка, однако его влияние на развитие языка может быть очень значительным. Так, например, славянский суперстрат ощущается на всех уровнях румынского (молдавского) языка, не только включая обычную лексику, но и также фонетику, морфологию и т. д.